# Pfaffenschlag bei Waidhofen an der Thaya
Pfaffenschlag bei Waidhofen an der Thaya es una localidad del distrito de Waidhofen an der Thaya, en el estado de Baja Austria, Austria, con una población estimada a principio del año 2018 de 913 habitantes. 
Se encuentra ubicada al noroeste del estado, a poca distancia de la frontera con República Checa y al norte del río Danubio.